# St. Croix River (Avon River)
Der St. Croix River ist ein rechter Nebenfluss des Avon River in der kanadischen Provinz Nova Scotia.

## Flusslauf
Der St. Croix River bildet den Abfluss des langgestreckten Sees Panuke Lake. Er fließt vom nördlichen Seeende anfangs in nördlicher Richtung durch Hartville und St. Croix. Die Schnellstraße des Nova Scotia Highway 101 überquert anschließend den St. Croix River, etwas weiter abstrom der Nova Scotia Highway 14. Der Herbert River trifft rechtsseitig auf den St. Croix River. Danach schlängelt sich der Fluss die letzten 10 km nach Westen. Hier macht sich der Gezeiteneinfluss bemerkbar. Der St. Croix River mündet schließlich bei Windsor in das Ästuar des Avon River.
Der St. Croix River hat eine Länge (gerechnet vom oberen Ende des Panuke Lake) von 50 km. Das Einzugsgebiet umfasst 742 km².
Der St. Croix River ist ein Laichgebiet des Atlantischen Lachs. Durch die Errichtung eines Straßendamms am Avon River direkt oberhalb der Einmündung des St. Croix River bildeten sich in Abstromrichtung weitflächige Schlammfelder, die sich auf die Hydrologie und Fauna des St. Croix River auswirken.